# El conte de Peter Rabbit
El conte de Peter Rabbit (Eng: The Tale of Peter Rabbit) és un llibre infantil escrit i il·lustrat per Beatrix Potter que segueix el maliciós i desobedient jove Peter Rabbit mentre entra i és perseguit per tot el jardí del senyor McGregor. S'escapa i torna a casa amb la seva mare, que el posa a dormir després d’oferir-li te de camamilla. El conte va ser escrit per Noel Moore, de cinc anys, fill de l’antiga governanta de Potter, Annie Carter Moore, el 1893. Va ser revisat i imprès en privat per Potter el 1901 després de diverses rebutges d’editors, però va ser imprès en una edició comercial per Frederick Warne & Co. el 1902. El llibre va ser un èxit, i es van emetre múltiples reedicions en els anys immediatament posteriors al seu debut. Ha estat traduït a 36 idiomes, i amb 45 milions de còpies venudes és un dels llibres més venuts de la història.
Des de la seva publicació, el llibre ha generat una considerable mercaderia tant per a nens com per a adults, incloent joguines, plats, aliments, roba i vídeos. Potter va ser una de les primeres a ser responsable d’aquesta mercaderia quan va patentar una nina de Peter Rabbit el 1903 i la va seguir gairebé immediatament amb un joc de taula de Peter Rabbit. Peter Rabbit ha continuat sent popular entre els nens durant més d’un segle i continua sent adaptat a noves edicions de llibres, programes de televisió i pel·lícules.
Els estudiosos de la literatura han comentat temes del llibre, com la seva qualitat radical, la naturalesa rebel de Peter Rabbit i la crueltat de la història, afirmant que aquests ofereixen als lectors l’oportunitat d’imaginar-se anant a extrems similars.

## Resum del llibre
“El conte de Peter Rabbit” és una història sobre un conill travessó i desobedient anomenat Peter Rabbit que entra al jardí del Sr. McGregor i és perseguit allà. Peter entra al jardí malgrat les advertències de la seva mare, però finalment és atrapat i fuig. Quan torna a casa, la seva mare el posa a llit i li dona te de camamilla. La història va ser escrita i il·lustrada per Beatrix Potter i és popular entre nens i adults. La història ofereix comentaris sobre temes com les qualitats radicals que donen als lectors l’oportunitat d’imaginar-se en situacions similars, la naturalesa rebel·liosa de Peter Rabbit i la crueltat de la història.